# Паидеиа код старих Грка
Грци су другачије тумачили појам паидеиа, ми данас разумемо паидеиу као појам васпитања и образовања. Грчко схватање паидеие формирано је у целокупној животној пракси страих Грка. За правилно раѕумевање овог појма важно је обратити пажњу на специфичне услове њиховог живота у полису. И улози племства,животних идеала, врлине и вредности.
За Грке је било незамисливо да један човек стекне статус племића, а да притом није у себи остварио једнинство духовних и телесних моћи. Нико није могао постати племић на основу свог порекла, већ на основу тога што је сам постигао својим радом и напором.

## Откривање значаја индивидуе и индивидуалности
Племство је у рано доба Грчке цивилизације одиграло кључну улогу у достизању великог Грчког изума, откривање значајне индивидуе и индивидуалности. То откриће је равно са другим великим открићима у историји човечанства(открићу писма, точка, штампарије, пресе, парне машине...). За обичне људе је посебност краљева била нешто по себи недохватљиво, недостижно. Племићи су обичним Грцима показали да је на земљи у смртном животу могуће достићи људско савршенство хармоније духовног и физичког развоја и тако се приближити бесмртним боговима. Управо то докаѕивање да је немогуће, могуће створило је невероватну енергију, која је изградила изузетне личности, уметничких и филозофских дела. 

## Логос
Логос је једна од кључних појава коју је донела њихова цивилизација, одредила је њихов начин живота, мишљења и деловања. Грк у свему пре свега увиђа логос и посматра идеје. Од самог почетка размишљања о васпитању, Грцима је било јасно да васпитање није никакав случајан процес у коме се нешто обликује само од себе, већ се васпитање чврсто ставља под човековом контролом.

## Полис
Основни циљ паидеие је, дакле да полис васпитава и обликује човека за његов суштински облик који је најдостојнији њега самог, а то је у Грчкој био слободан и срећан живот индивидуе у ѕаједници са другим људима. Другим речима, полис васпитава своје чланове према општеважећем облику читавог рода,покушавајући да тај облик идеју човека утисне у сваког свог поједница.
Полис тако постаје место испољавања оног суштински људског.